# Nosferatu: Gniew Malachiego
Nosferatu: Gniew Malachiego (ang. Nosferatu: The Wrath of Malachi)  – gra komputerowa z gatunku first person shooter wyprodukowana przez szwedzkie studio Idol FX. Została wydana 13 listopada 2003 roku przez Pan Interactive na platformę PC. Gracz steruje postacią Jamesa Pattersona, który musi uwolnić członków swojej rodziny. Gra zebrała mieszane recenzje w branży. Krytycy chwalili rozgrywkę, a negatywnie wypowiedzieli się o oprawie graficznej i losowości napotykanych przeciwników.

## Fabuła
Główny bohater James Patterson podróżuje do zamku Malachi w Transylwanii na ślub swojej siostry Rebekki. James dociera na miejsce dzień po przybyciu reszty rodziny. Na miejscu odkrywa, że partnerem Rebekki jest wampir, a rodzina została uwięziona.

## Rozgrywka
Gracz steruje postacią Jamesa i widzi świat z perspektywy pierwszej osoby. Głównym celem jest uwolnienie członków rodziny i odprowadzenie ich w bezpieczne miejsce. Postać podczas eksploracji zamku Malachi zabija potwory przy użyciu m.in. broni białej, pistoletów, strzelby czy karabinu. Położenie przeciwników, jak i postaci niezależnych jest losowe. Jeśli gracz nie zdąży uratować danej osoby na czas, zostanie ona zabita, a walka z głównym wrogiem będzie trudniejsza. Po oswobodzeniu swojej siostry, gracz walczy z tytułowym Nosferatu.

## Odbiór
Chris Hudak z redakcji IGN zauważył, że gra jest budżetowa, jednak twórcy wiedząc o tym, specjalnie użyli oprawy graficznej w starym stylu. Pochwalił także napotkane postacie, które po uratowaniu przez gracza dają mu przedmioty. Brett Todd z GameSpotu negatywnie ocenił losowe pojawianie się potworów. W przypadku wczytania gry, mogą się pojawić tuż przy postaci gracza, nawet jeśli podczas zapisywania pomieszczenie było puste. Jeremy Zoss z Game Informer wystawił grze ocenę 3/10. Porównał ją do negatywnie odebranych filmów o wampirach takich jak W objęciach wampira i Wampir w Brooklynie. W jego opinii gra wygląda jak modyfikacja do Dooma II. Poza oprawą graficzną skrytykował także animacje i fabułę. Ponadto, poprosił twórców, aby przestali robić gry o tematyce wampirów i skupili się na czymś innym.